# T-44
T-44 byl střední sovětský tank, vyráběný na konci druhé světové války. Tento následovník úspěšného T-34 se stal základem pro tank T-54.

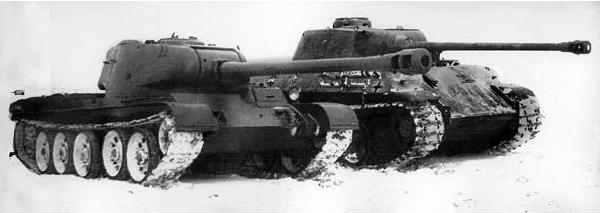
Prototyp T-44-122 po válce během srovnávacích testů s německým Pantherem

Koncem roku 1943 byly zahájeny práce na projektu nového středního tanku, který by vycházel z konstrukce osvědčeného typu T-34. Úkolem zadání byla zásadní přestavba a modernizace včetně odstranění nedostatků, které se u T-34 objevovaly. Mělo dojít k zesílení pancíře na kritických místech, ke zlepšení ovládání a ke zvýšení rychlosti a spolehlivosti. Současně s tím měla být zvýšena palebná síla stroje, přičemž se uvažovalo o dvou výzbrojních variantách: s kanónem ráže 85 mm a s kanónem ráže 122 mm. Kanón ráže 122 mm se ukázal jako nevhodný pro tento typ středního tanku, takže v tomto případě zůstalo u prototypu.
Úspěšnější byl model s 85mm kanónem, který se vyráběl od srpna roku 1944. T-44 měl motor o síle 520 koní, který dokázal udělit tanku rychlost přes 50 km/h na pevné vozovce. Podvozek tvořila dvojice kol napínacích, dvojice kol hnacích a pět dvojic pojezdových kol. Tank měl ve věži kanón ZiS-S-53 ráže 85 mm. Dále byl vyzbrojen dvěma kulomety DTM 7,62 mm. Sovětští konstruktéři se však nevzdávali možnosti řešení tanku se silnějším kanónem, takže byly v roce 1945 vyvinuty dva prototypy tanku s kanónem D-10T nebo LB-1 ráže 100 mm, ale sériové produkce se nedočkaly. Tanky T-44 se vyráběly do roku 1947, celkem bylo postaveno jen 1 823 kusů. Sériový tank měl čelní pancíř korby o tloušťce 90 mm a čelní pancíř věže s tloušťkou 120 mm.
Tanky T-44 do bojů na východní frontě již nezasáhly, veřejnosti byly představeny až při poválečných vojenských přehlídkách.

## Modifikace
- T-44-122, 1 prototyp, kanón D-25T se ukázal jako nevhodný
- T-44, sériová produkce s kanónem ZiS-S-53 ráže 85 mm
- T-44-100, 2 prototypy, výroba byla zrušena a veškerá pozornost byla zaměřena na vývoj nového tanku T-54